# Инола (Оклахома)
Инола (енгл. Inola) град је у америчкој савезној држави Оклахома.

## Демографија
По попису из 2010. године број становника је 1.788, што је 199 (12,5%) становника више него 2000. године.
| Група             | 2000.         | 2010.         |
| Белци             | 1.280 (80,6%) | 1.332 (74,5%) |
| Афроамериканци    | 10 (0,6%)     | 14 (0,8%)     |
| Азијати           | 5 (0,3%)      | 2 (0,1%)      |
| Хиспаноамериканци | 10 (0,6%)     | 83 (4,6%)     |
| Укупно            | 1.589         | 1.788         |